# Prevenzione (ambiente)
La prevenzione, in ambito ambientale, si riferisce alla gestione del rischio ambientale associato a disastro o calamità naturale quali inondazioni, frane, valanghe, terremoti, maremoti, incendi, cambiamenti climatici e danni derivanti da condizioni meteorologiche avverse, impatti meteoritici.
Per gran parte di questi si agisce con sistemi di monitoraggio e/o opportune opere di geoingegneria.
Si pensa e si stima dal punto di vista economico che la prevenzione in tutti questi casi possa ridurre i costi economici derivanti dagli eventuali danni provocati oltre a ridurre considerevolmente il numero di vittime e feriti associati e favorire investimenti con ricadute occupazionali.